# Koncut
Koncut je priimek v Sloveniji, ki ga je po podatkih Statističnega urada Republike Slovenije na dan 1. januarja 2010 uporabljalo 108 oseb.

## Zmani nosilci priimka
- Helena Koncut Kraljič (*1971), pisateljica
- Simona Koncut (*1983), igralka badmintona
- Suzana Koncut (*1965), prevajalka, plesalka in koreografinja